# دمای اتاق

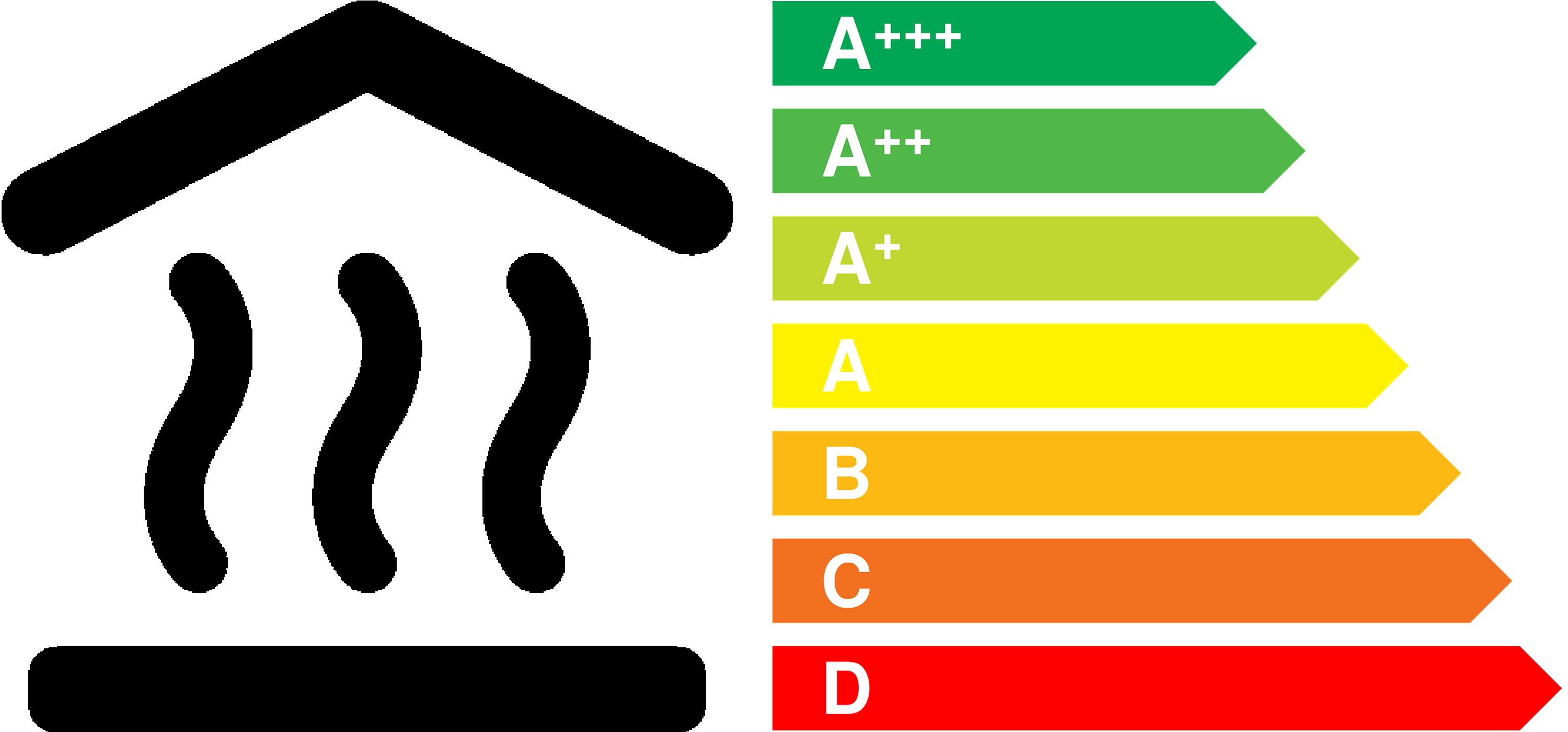

عبارت دمای اتاق یک عبارت کلی برای بیان دمای هوا پشت درهای بستهٔ یک ساختمان است.

## آسودگی افراد
انجمن مهندسی گرمایش، سرمایش و تهویهٔ هوای آمریکا (ASHRAE) دماهای پیشنهادی و نرخ جریان هوا در بخش‌های گوناگون یک ساختمان در شرایط محیطی گوناگون را فهرست کرده‌است. یک دمای مناسب به ویژگی‌های فردی هرکس هم بستگی دارد. نتیجهٔ بررسی‌ها در بریتانیا نشان داده‌است که دمای مناسب برای افراد پیرتر ۲۱ °C یا ۷۰ °F در اتاق نشیمن و ۱۸ °C یا ۶۴ °F در دیگر اتاق‌ها است. البته بیشتر مردم (دست کم در بریتانیا) این دما را کمی گرم می‌دانند. به هر حال بالاترین دمایی که برای اتاق مناسب دانسته شده‌است ۲۴ °C بوده‌است. همچنین بسته به نمناکی هوای محیط و پوشش هرکس دماهای پیشنهادی در تابستان و زمستان می‌تواند متفاوت باشد. برای نمونه دمای پیشنهادی برای تابستان میان ۲۳ °C تا ۲۶ °C است در حالی که برای زمستان ۲۰ °C تا ۲۳ °C می‌باشد. البته گفته می‌شود که برای پیشگیری از برخی بیماری‌ها بهتر است دمای اتاق زیر ۲۲ °C نگه داشته شود.

## کاربرد علمی
در پژوهش‌های علمی، دمای اتاق را میان ۲۰ تا ۲۵ درجهٔ سلسیوس با میانگین ۲۳ °C (برابر با ۷۳ درجهٔ فارنهایت یا ۲۹۶ کلوین) در نظر می‌گیرند. برای آسودگی در محاسبه گاهی °۲۰ سانتیگراد (°۶۸ فارنهایت) یا ۳۰۰ کلوین (°۸۰ فارنهایت) هم کاربرد دارد. باید توجه داشت که عبارت «دمای اتاق» نشانهٔ گفتار علمی نیست برخلاف عبارت شرایط استاندارد دما و فشار (STP) که پذیرفته شده‌است و تفاوت‌های بسیار اندکی در تعریف‌های گوناگون برای آن وجود دارد.

## دمای محیط در برابر دمای اتاق
دمای اتاق به معنی دمای درون یک ساختمان است که ابزارهای کنترل دما دارد در حالیکه دمای محیط تنها به معنای دمای پیرامون مورد آزمایش است که گاهی می‌تواند با دمای اتاق یکسان باشد. بسیاری زبانها مانند اسپانیایی برای دمای محیط تعریف جداگانه دارند اما برای دمای اتاق چنین تعریفی ندارند.